# 김영직
김영직(金永稷, 1960년 9월 26일 ~ )은 전 KBO 리그 LG 트윈스의 외야수이다. 현재 휘문고등학교의 야구부 감독이다. 영남대학교를 졸업하고 MBC 청룡에 입단하여 왼손 대타로 주로 출장했다. 

## 선수 시절

### MBC 청룡 / LG 트윈스 시절
데뷔 첫 경기는 1987년 3월 12일 대전 빙그레전이었고 이 경기에서 4타수 3안타 2득점을 올렸다. 
1990년 한국시리즈 2차전에서 4번타자로 선발 출전하여 9회말 동점 적시타와 11회말 끝내기 밀어내기 포볼을 기록해 팀의 우승에 공헌하였다.
1994년 한국시리즈에서도 대타로 활약해 우승에 공헌하였다.
9시즌 간 715경기를 뛰며 프로 통산 1594타수 404안타 홈런 25) 타율 0.253을 기록했다.

## 출신학교
- 서울오류초등학교
- 유한중학교
- 휘문고등학교
- 영남대학교